# إطلاق الريح
يُعَرَّف التّطبُّل أو امتلاء البطن بالغازات أو غازات الأمعاء أو الضُّراط أو الفُساء أو الريح طبيًا بطرد الغازات من الشرج. تنتج هذه الغازات إما من المعدة أو من الأمعاء، كما يمكن أن يكون مصدرها الهواء الخارجي. أما عند المجترات فيسمى حُباط وهو عارضٌ مظهره انتفاخ الكرش، فيعظم ويرم. سببه تجمع غازات تحصل من اختمار الكلاء في الكرش.
تخرج الغازات عن طريق انقباض عضلات الأمعاء والقولون ومن ثم عبورها من خلال المستقيم، مما يجعلها تتسم برائحة كريهة. أما الصوت الذي يرافقها عادةً فهو بسبب اهتزاز المصرة الشرجية وانغلاق الإليتين. أما حجم الغاز المخرج وعدد مرات إخراجه فقد تكون شديدة الاختلاف بين الأفراد.
وفي اللغة خروج الغازات من الشرج مع صوت، فإن إخراج الريح دون صوت سموه في العربية الفصحى فساء. وللحيوانات تسمى ضرطة البعير: الردام. وضرطة الحمار: الحصام. إما العنز إذا ضرط يقال حبق العنز أي ضرط.
يقول المختصون إن كمية الغازات التي ينتجها الجسم أثناء الهضم أكثر بكثير مما يخرجه على شكل خروج ريح ولكن هناك بكتيريا حميدة تعيش في الأمعاء تمتص لحسن الحظ هذه الغازات، فتقلل من كميتها.
يعد خروج الريح وسيلة دفاع لحيوان الظربان أو السكنك. فإذا شعر بخطر فإنه يطلق الريح التي تقوم بتلويث الجو برائحة مقرفة تمتد إلى ميلين مربعين.
إن الصوت الصادر مع خروج الريح ينتُج من ارتجاج عضلة الشرج.

## تركيب
يمكن تقسيم الغازات لنوعين:
1. الغازات الخارجية التي تكوّن 90% من الغازات وهي غازات يستنشقها الإنسان من الهواء الخارجي مثل النيتروجين، الأوكسجين، الهيدروجين وثاني أكسيد الكربون. جميع هذه الغازات عديمة الرائحة.
2. الغازات الداخلية التي تشكل 10% من الغازات وهي غازات تنتجها بكتيريا تعيش في الجهاز الهضمي بتكافل مع الإنسان. الغاز الداخلي الأساسي هو الميثان وهو غاز عديم الرائحة أيضاً. هنالك مركبات أخرى وهي التي تعطي الضرطة الرائحة مثل حمض البوتيرات وبعض المركبات الكبيريتية الناتجة عن تحليل الزلاليات.

## مسببات
العديد من الأصناف الغذائية تؤدي إلى تكوين الريح الساخن. الفاصولياء، البصل، العدس، البطاطا الحلوة، الكستناء، الملفوف، القنبيط الأخضر، البروكولي، الخميرة المستعملة في الخبيز، الفول السوداني.